# Colchicum trigynum
Colchicum trigynum là một loài thực vật có hoa trong họ Colchicaceae. Loài này được (Steven ex Adam) Stearn miêu tả khoa học đầu tiên năm 1934.